# Maria Wine
Maria Wine (8. juli 1912 – 22. april 2003) var en svensk digter og forfatter. Hun blev født Karla Maria Petersen i København og blev gift 1936 med den svenske forfatter Artur Lundkvist. 
Hun skrev på svensk og debuterede med Vinden ur mörkret (1943). Hun skrev digte men også prosa. I bogen Man har skjutit ett lejon (1951) fortæller hun om sin traumatiske barndom på et børnehjem i Danmark, en oplevelse der påvirkede hele hendes liv og forfatterskab.

## Udvalgt litteratur
- Vinden ur mörkret, 1943
- Naken som ljuset, 1945
- Född med svarta segel, 1950
- Man har skjutit ett lejon, 1951
- Virveldans, 1953
- Stenens källa, 1954
- Munspel under molnen, 1956
- Kanskes osäkra båt, 1957
- En bortkastad ros, 1958
- Skönhet och död, 1959
- Svarta serenader, 1967
- Lövsus i moll, 1979
- Men ändå en glädje, 1982
- Minnena vakar (selvbiografi), 1994